# Танци, Рудольф
Рудольф Эмиль Танци (англ. Rudolph Emile Tanzi, род. в 1958 году[уточнить] в Провиденсе, штат Род-Айленд, США) — американский учёный и популяризатор науки. Профессор в Гарвардском университете (The Joseph P. and Rose F. Kennedy Professor of Neurology and Mental Retardation). Руководитель исследовательской группы генетики и старения в Институте нейродегенеративных заболеваний Массачусетской клинической больницы. Специализируется в области изучения молекулярных основ старения, генетики и молекулярной биологии нейродегенеративных заболеваний. Открыл несколько генов, составляющих генетические причины болезни Альцгеймера. Включён в список 100 наиболее влиятельных выпускников Гарвардского университета. Опубликовал несколько книг об исследованиях болезни Альцгеймера. Лауреат нескольких международных научных премий, присуждаемых за исследования по медицине и генетике. В 2012 году в соавторстве с Дипаком Чопрой выпустил книгу «Совершенный мозг».
За работы по созданию лабораторной культуры клеток для изучения болезни Альцгеймера включён в список ста наиболее влиятельных людей года Time 100 в 2015 году.

## Основные публикации
Книги
- Decoding Darkness: The Search for the Genetic Causes of Alzheimer’s Disease. Rudolph Tanzi and Ann Parson, Perseus Publishing, N.Y. 2000.
- Super Brain: Unleashing the Explosive Power of Your Mind to Maximize Health, Happiness, and Spiritual Well-Being. Deepak Chopra and Rudolph E. Tanzi, Harmony Books, Random House, 2012. (русский перевод: Дипак Чопра, Рудольф Танци. Совершенный мозг[3])

Статьи
- Tanzi Rudolph E., Bertram Lars. Twenty Years of the Alzheimer’s Disease Amyloid Hypothesis: A Genetic Perspective // Cell. — 2005. — Vol. 120. — P. 545-555. — ISSN 00928674. — doi:10.1016/j.cell.2005.02.008.
- Bertram Lars, Tanzi Rudolph E. Thirty years of Alzheimer's disease genetics: the implications of systematic meta-analyses // Nature Reviews Neuroscience. — 2008. — Vol. 9. — P. 768-778. — ISSN 1471-003X. — doi:10.1038/nrn2494.
- Choi Se Hoon, Kim Young Hye, Hebisch Matthias, Sliwinski Christopher, Lee Seungkyu, d’Avanzo Carla, Chen Hechao, Hooli Basavaraj, Asselin Caroline, Muffat Julien, Klee Justin B., Zhang Can, Wainger Brian J., Peitz Michael, Kovacs Dora M., Woolf Clifford J., Wagner Steven L., Tanzi Rudolph E., Kim Doo Yeon. A three-dimensional human neural cell culture model of Alzheimer’s disease // Nature. — 2014. — Vol. 515. — P. 274-278. — ISSN 0028-0836. — doi:10.1038/nature13800.